# おやゆびこぞう
『おやゆびこぞう』（Daumesdick KMH37)は、グリム童話の一つ。

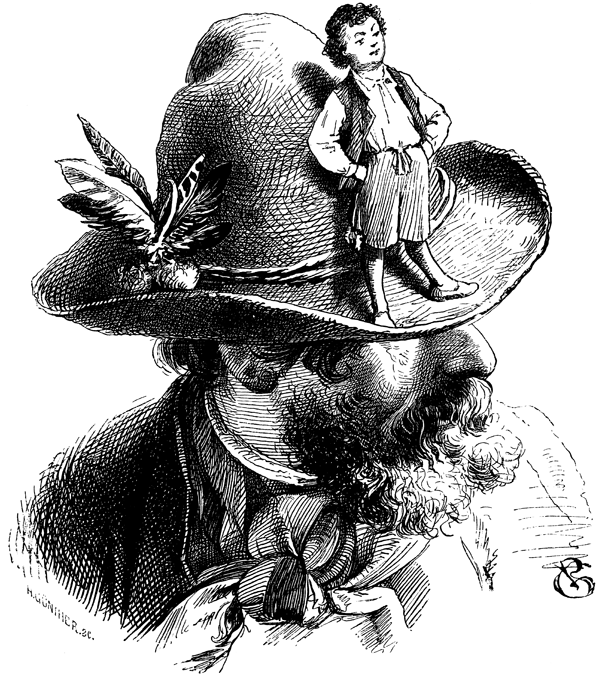
フィリップ・グロット・ヨハン画

## あらすじ
昔、あるところに貧しい百姓とそのおかみさんがいた。二人には子供はおらず、よそのうちの子供を羨ましがるほどであった。しかしそのうちおかみさんが身ごもり、待望の子供を授かることになるのだが、その子供は親指ほどの大きさしかなかった。
百姓とおかみさんはそんなことは気にせずその子を親指小僧と名付け、大層かわいがっていた。
そんなある日親指小僧を見世物にして一儲けしようと企む旅人たちがいて、百姓に親指小僧を金で売ってくれともちかける。しかし百姓は自分のかわいい息子だからとそれを拒む。すると親指小僧は一計を案じ自分を金で売るようにと百姓の耳元でささやき、百姓はこれに従い大金と引き換えに親指小僧を旅人たちに渡す。こうして親指小僧は旅人たちに連れていかれるのだが、その道中親指小僧は、用足しと偽って、旅人たちの目が離れているスキに、まんまと穴の中に逃げおおせてしまうのであった。旅人たちは怒りながら帰っていった。親指小僧はそれを見送ると穴の中から出る。出てみると辺りはすでに真っ暗になっており、一晩野宿することにした。するとそこを泥棒たちが通りかかり、財を盗む計画を考えあぐねっていたため、親指小僧はまた謀をし、これを手伝うことにした。目当ての金持ち牧師の家に着いて、親指小僧は中の様子をうかがおうとするなりわざと大声をあげて家の者を起こした。これにびっくりした泥棒たちは慌てて逃げ出すのであった。一方、親指小僧は納屋に逃げ込んでいた。
そこで夜を明かそうと親指小僧は干し草の中で眠ることにした。しかし早朝その家で飼われていたウシに干し草とともに食べられてしまう。なす術なく胃袋の中で大声を出していると、家主である牧師はウシが喋っているのだと勘違いし、これにおののきウシを殺してしまった。その後親指小僧が入っている胃袋は捨てられ、今度はそれを、腹を空かしたオオカミがまるごと食べてしまった。
しかし親指小僧は三度頓知をきかせ、オオカミにご馳走の在処を知っているから、案内してやると腹の中から呼びかけた。オオカミはこの誘いに素直に応じる。そうして案内されたのは百姓とおかみさんの待つ、親指小僧の我が家だった。オオカミはドブから家の中に入り込み、思う存分ご馳走を頂く。満腹になって、侵入した際と同じ道を通って家から出ようとしたが、その時には腹が目一杯ふくれていたためドブに挟まりそのまま身動きがとれなくなってしまった。
するとここぞとばかりに親指小僧は大声を出し、暴れだした。オオカミは家の者が起きるから静かにしろとこれを注意するが、親指小僧はおかまいなしに暴れ続ける。案の定百姓とおかみさんが起きてきてオオカミがいるのがわかると、二人でこれを挟み撃ちにしてオオカミを殺したのだった。二人は親指小僧を引っ張り出して息子の帰還を心から喜んだ。そして二度と息子を金では売るまいと誓うのであった。